# Johannes Hugentobler

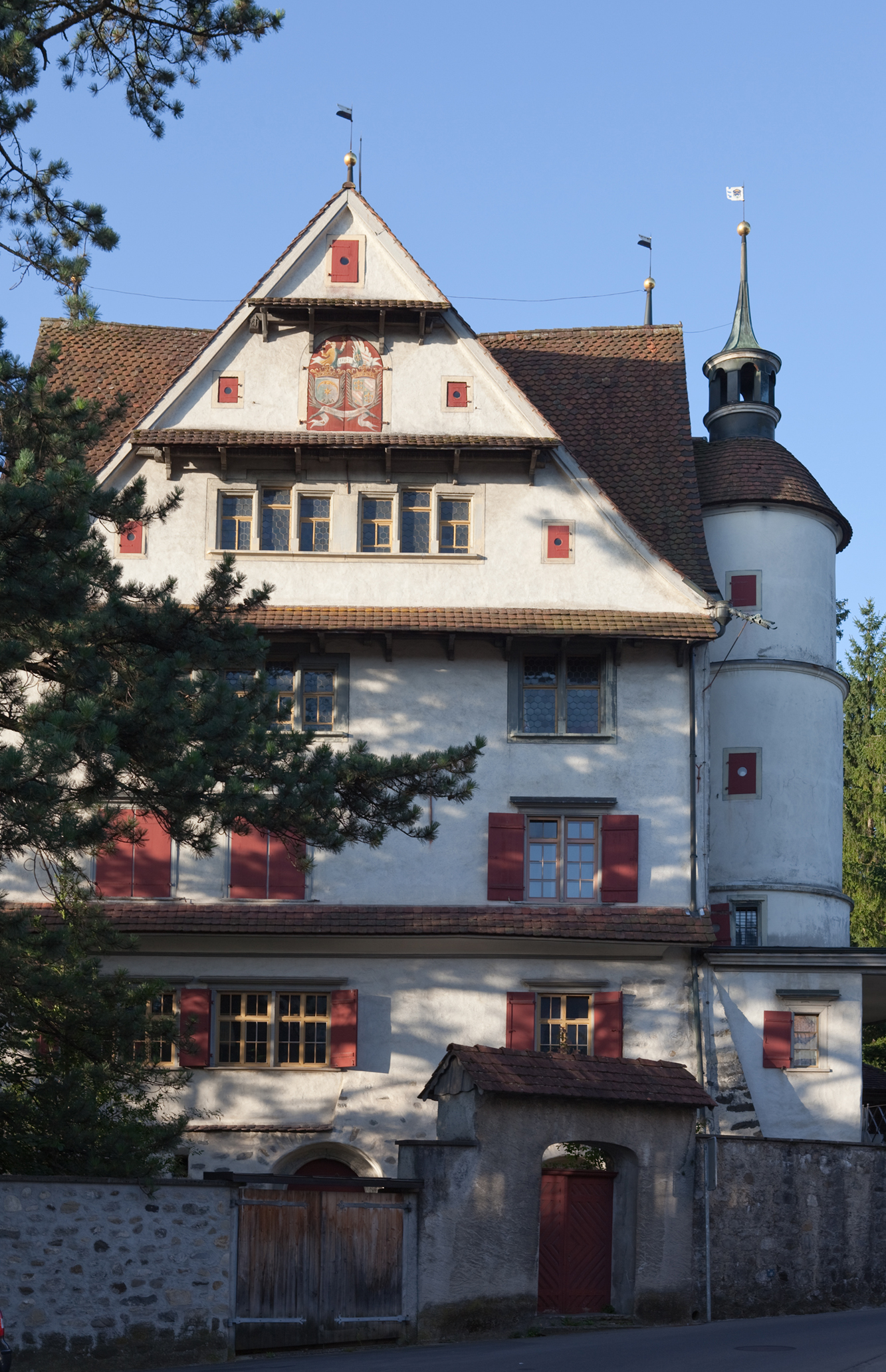
Schloss Appenzell, ab 1928 Wohnsitz von Johannes Hugentobler

Johannes Hugentobler (* 6. Juni 1897 in Staad; † 11. Juni 1955 in Appenzell) war ein Schweizer Maler, Kunstschaffender und Architekt. Neben Kirchen und Kapellen bemalte Hugentobler zahlreiche Häuser in Appenzells Dorfkern. Auch heute noch ist sein Stil in Appenzell allgegenwärtig und prägt das Dorfbild. Er betätigte sich auch als Glas-, Wand- und Keramikmaler.

## Werke (Auswahl)
- Appenzell: Fassadenmalereien Löwendrogerie (1932), Weinhandlung Linherr, Hotel Säntis
- Heerbrugg: Bruder-Klausen-Kirche
- Malbun: Friedenskapelle, 1950/1951
- Mels: Pfarrkirche
- Rheinfelden: Das Himmlische Jerusalem, Josefs-Kirche, 1949[1]
- Steinegg: Kapelle St. Magdalena
- Stein am Rhein: Neubemalung «Hirschen», Rathausplatz, 1927[2]
- Triesen: Pfarrkirche St. Gallus, 1942/43 (Neugestaltung des Innenraumes)
- Waldkirch: Antoniuskapelle, 1953 (Neugestaltung des Innenraumes)[3]
- Walenstadtberg: Kapelle Walenstadtberg
- Weissbad: Ahornkapelle

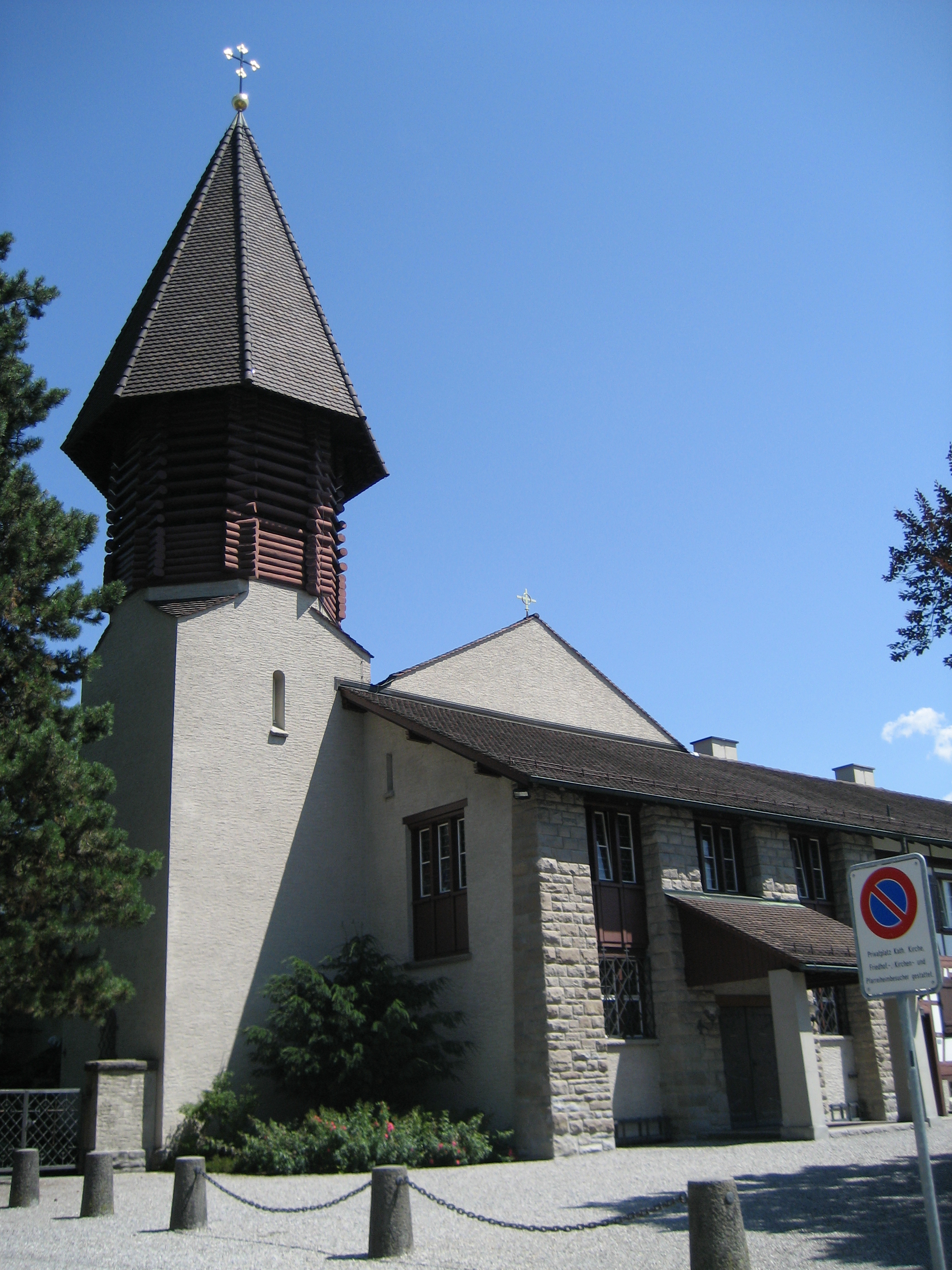
Kath. Kirche Heerbrugg
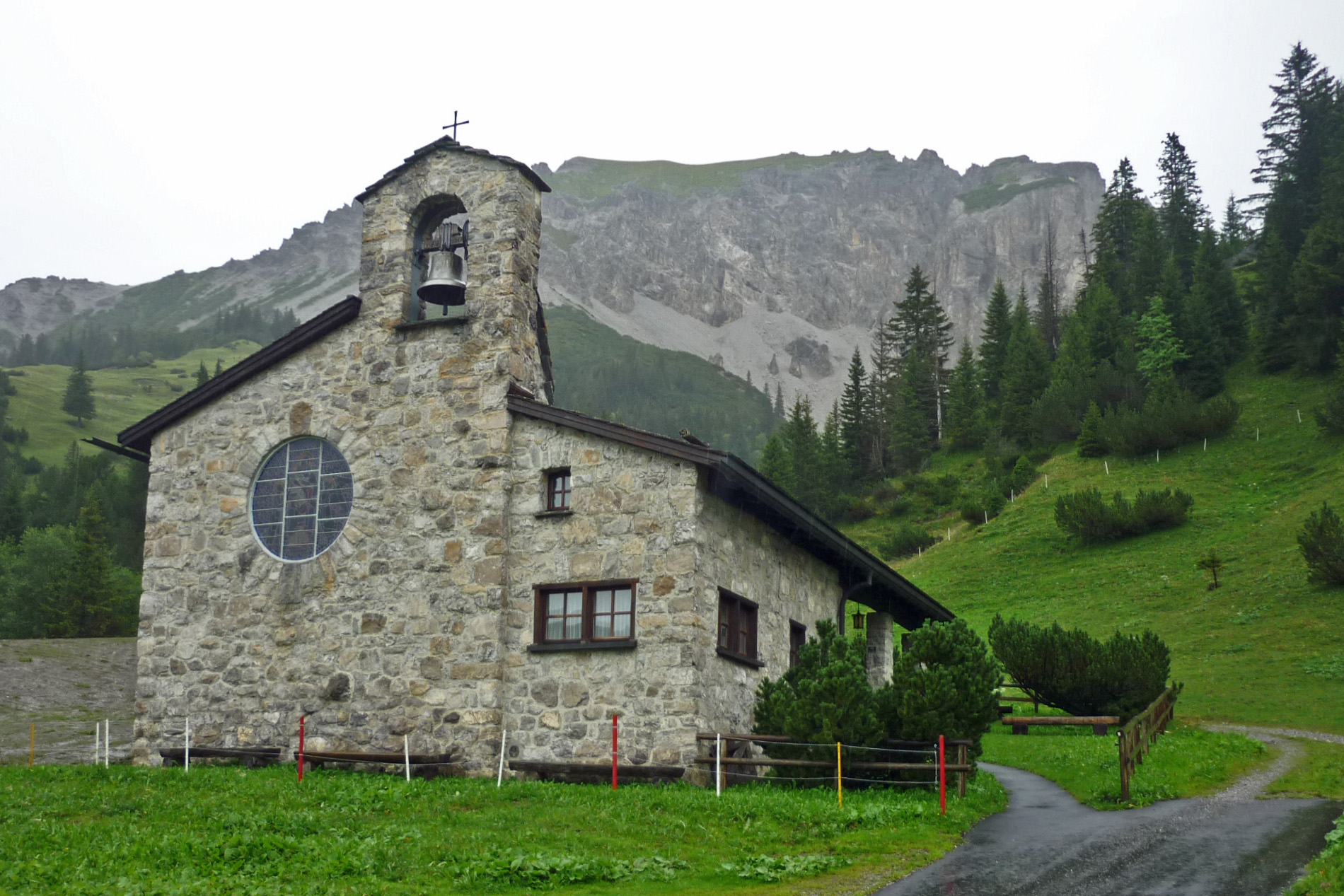
Friedenskapelle Malbun
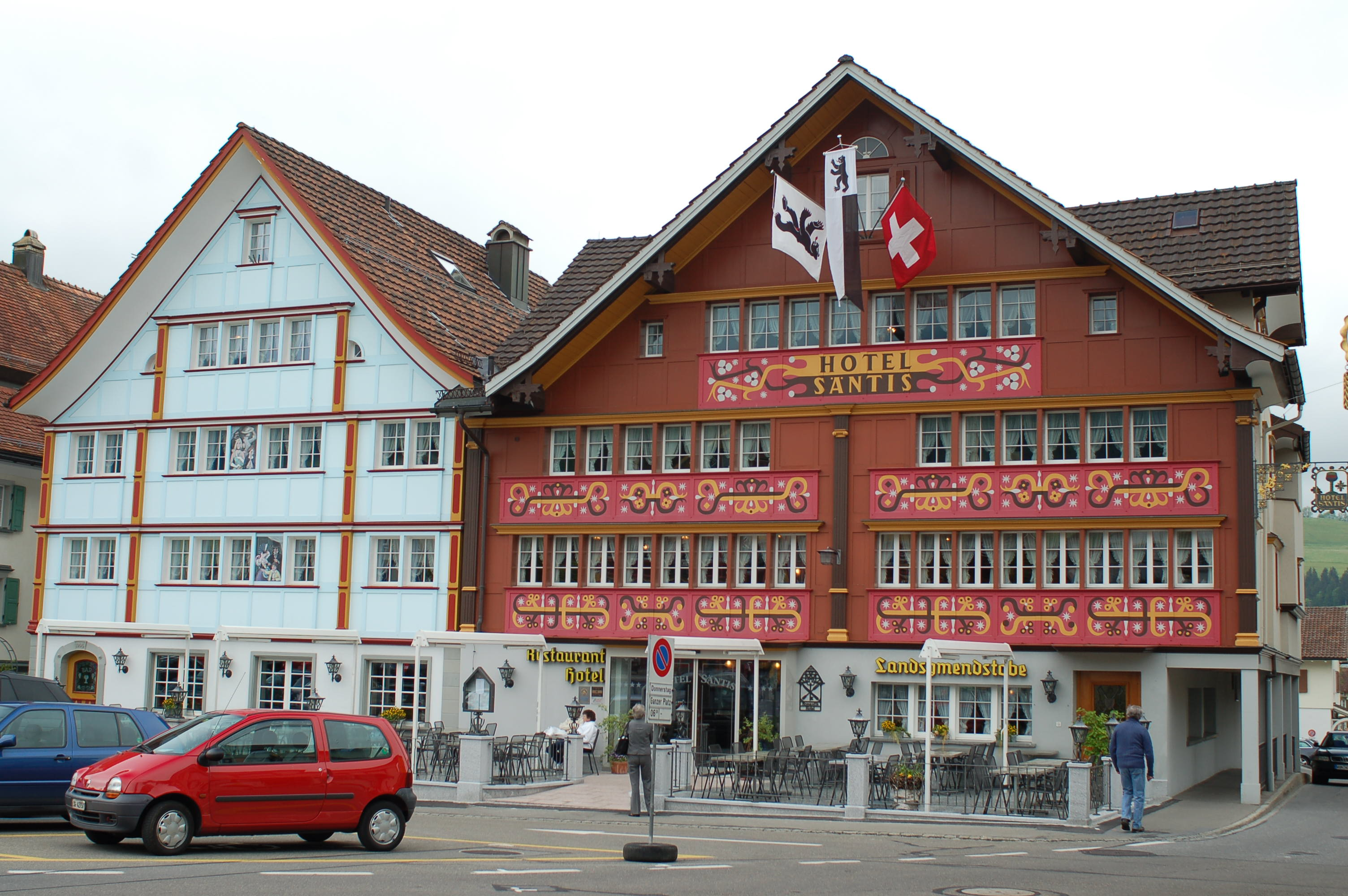
Hotel Säntis Appenzell
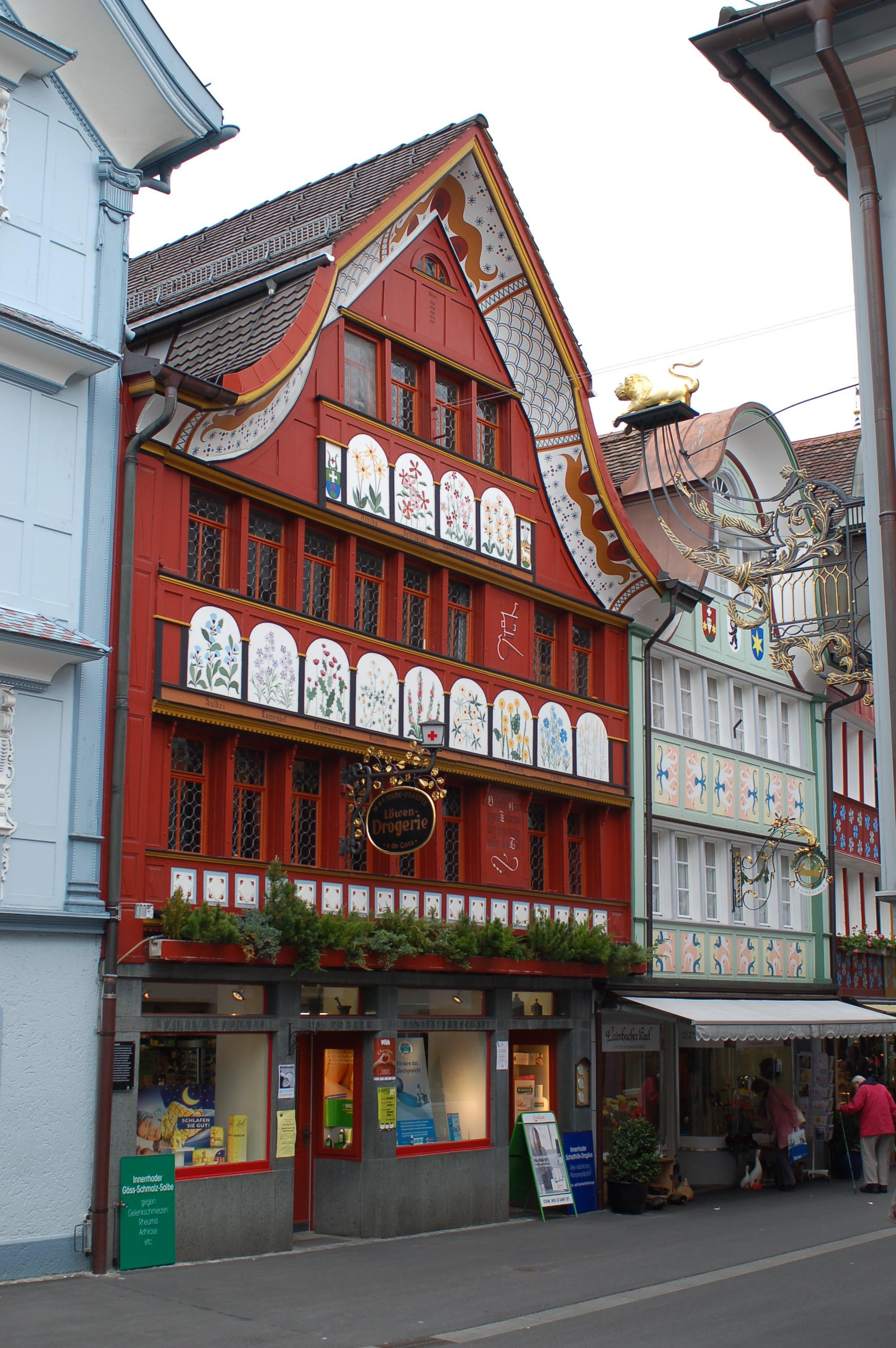
Löwendrogerie Appenzell

## Ausstellungen
Einzelausstellungen
- 1978: Appenzell

Einzelwerke
- Blaues Schlafzimmer, 1930: Museum Appenzell

Gruppenausstellungen
- 1988/1989: Zeitgenössisches Kunstschaffen aus Liechtenstein. Palais Liechtenstein, Feldkirch; Regierungsgebäude St. Gallen; Abtei Neumünster, Luxemburg; Kornschütte Luzern; Seedamm-Center, Pfäffikon; Rathaushalle der Landeshauptstadt, München etc.
- 1995: Anton Frommelt 1895–1975. Der Maler und Kunstvermittler.  Liechtensteinische Staatliche Kunstsammlung, Vaduz.
- 2004: Junge St. Galler Kunst 1920–1940. Verlorene Moderne in der Ostschweiz. Propstei, St. Peterzell